# Хикмат Рамдани
Хикмат Рамдани (Тасикмалаја, 25. март 2001) је индонежански парабадминтониста. Освојио је златну медаљу у категорији мушки парови SL3–SL4 на Свјетском првенству у парабадминтону 2022. године са партнером Укуном Рукендијем.
У јуниорској конкуренцији, Рамдани је освојио златне медаље у категоријама мушкарци појединачно и мјешовити парови на Азијским омладинским параиграма 2017. и 2021. године.

## Спортска постигнућа

### Параолимпијске игре
Мјешовити парови
| Година | Мјесто одржавања такмичења               | Партнер            | Противници                      | Бодови       | Резултат |
| ------ | ---------------------------------------- | ------------------ | ------------------------------- | ------------ | -------- |
| 2024.  | Арена Порт де ла Шапел, Париз, Француска | Леани Ратри Октила | Фреди Сетиаван Халиматус Садија | 21–16, 21–15 | Злато    |

### Свјетски шампионати
Мушкарци појединачно
| Година | Мјесто одржавања такмичења                       | Партнер     | Противници   | Бодови | Резултат |
| ------ | ------------------------------------------------ | ----------- | ------------ | ------ | -------- |
| 2022.  | Национална спортска дворана Јојоги, Токио, Јапан | Лукас Мазур | 11–21, 11–21 | Бронза |          |

Мушки парови
| Година | Мјесто одржавања такмичења                       | Партнер      | Противници                | Бодови              | Резултат |
| ------ | ------------------------------------------------ | ------------ | ------------------------- | ------------------- | -------- |
| 2022.  | Национална спортска дворана Јојоги, Токио, Јапан | Укун Рукенди | Прамод Багат Маној Саркар | 14–21, 21–18, 21–13 | Злато    |

Мјешовити парови
| Година | Мјесто одржавања такмичења                            | Партнер            | Противници                      | Бодови      | Резултат |
| ------ | ----------------------------------------------------- | ------------------ | ------------------------------- | ----------- | -------- |
| 2024.  | Изложбена и конгресна дворана Патаје, Патаја, Тајланд | Леани Ратри Октила | Фреди Сетиаван Халиматус Садија | 21–9, 21–16 | Злато    |

### Свјетске спортске игре способности
Мушкарци појединачно
| Година | Мјесто одржавања такмичења                      | Противник      | Бодови      | Резултат | Референце |
| ------ | ----------------------------------------------- | -------------- | ----------- | -------- | --------- |
| 2023.  | Терминал 21 Корат Хол, Након Ратчасима, Тајланд | Фреди Сетиаван | 18–21, 9–21 | Сребро   | [ 5 ]     |

Мјешовити парови
| Година | Мјесто одржавања такмичења                      | Партнер            | Противник                       | Бодови      | Резултат |
| ------ | ----------------------------------------------- | ------------------ | ------------------------------- | ----------- | -------- |
| 2023.  | Терминал 21 Корат Хол, Након Ратчасима, Тајланд | Леани Ратри Октила | Фреди Сетиаван Халиматус Садија | 21–8, 21–19 | Злато    |

### Азијске параигре
Мушкарци појединачно
| Година | Мјесто одржавања такмичења                       | Противници     | Бодови      | Резултат |
| ------ | ------------------------------------------------ | -------------- | ----------- | -------- |
| 2018.  | Спортски стадион Бунг Карно, Џакарта, Индонезија | Фреди Сетиаван | 16–21, 5–21 | Бронза   |

Мјешовити парови
| Година | Мјесто одржавања такмичења                       | Партнер            | Противници                      | Бодови      | Резултат |
| ------ | ------------------------------------------------ | ------------------ | ------------------------------- | ----------- | -------- |
| 2018.  | Спортски стадион Бунг Карно, Џакарта, Индонезија | Халиматус Садија   | Хари Сусанто Леани Ратри Октила | 17–21, 9–21 | Бронза   |
| 2022.  | Спортска дворана Бинђанг, Хангџоу, Кина          | Леани Ратри Октила | Фреди Сетиаван Халиматус Садија | 21—7, 21–8  | Злато    |

### АСЕАН параигре
Мушкарци појединачно
| Година | Мјесто одржавања такмичења                                           | Противници           | Бодови             | Резултат |
| ------ | -------------------------------------------------------------------- | -------------------- | ------------------ | -------- |
| 2022.  | Едуториј, Мухамадијин универзитет у Суракарти, Суракарта, Индонезија | Фреди Сетиаван       | 17–21, 19–21       | Сребро   |
| 2023.  | Бадминтон сала Мородок Техо, Пнон Пен, Камбоџа                       | Мохд Амин Бурханудин | 18–21, 21–9, 14–21 | Silver   |

Мјешовити парови
| Година | Мјесто одржавања такмичења                     | Партнер            | Противници                      | Бодови       | Резултат |
| ------ | ---------------------------------------------- | ------------------ | ------------------------------- | ------------ | -------- |
| 2023.  | Бадминтон сала Мородок Техо, Пнон Пен, Камбоџа | Леани Ратри Октила | Фреди Сетиаван Халиматус Садија | 21–15, 21–19 | Злато    |

### Азијске омладинске параигре
Дјечаци појединачно
| Година | Мјесто одржавања такмичења                     | Противник        | Бодови       | Резултат |
| ------ | ---------------------------------------------- | ---------------- | ------------ | -------- |
| 2017.  | Клуб Ал Васл, Дубаи, Уједињени Арапски Емирати | Нилеш Гаиквад    | 21–8, 22-20  | Злато    |
| 2021.  | Клуб Алба, Манама, Бахреин                     | Навеен Сивакумар | 21–10, 21–14 | Злато    |

Мјешовити парови
| Година | Мјесто одржавања такмичења                     | Партнер          | Противник                                | Бодови      | Резултат |
| ------ | ---------------------------------------------- | ---------------- | ---------------------------------------- | ----------- | -------- |
| 2017.} | Клуб Ал Васл, Дубаи, Уједињени Арапски Емирати | Халиматус Садија | Мохамад Арзваз Ансари Арати Жаноба Патил | 21–5, 21–4  | Злато    |
| 2017.} | Клуб Ал Васл, Дубаи, Уједињени Арапски Емирати | Халиматус Садија | Хумаид Алсанани Салама Алкхатери         | Walkover    | Злато    |
| 2021.  | Клуб Алба, Манама, Бахреин                     | Адинда Нуграхени | Хардик Макар Сањана Кумари               | 21–15, 21–8 | Злато    |

### Свјетски круг за парабадминтон (15 титула, 2 другопласирани)
Турнири Свјетског круга за парабадминтон – Оцјена 2, Ниво 1, 2 и 3 санкционисани су од стране Свјетске бадминтон федерације од 2022. године
Мушкарци појединачно 
| Година | Турнир                               | Противник | Бодови         | Резултат            | Референце |       |
| ------ | ------------------------------------ | --------- | -------------- | ------------------- | --------- | ----- |
| 2022.  | Индонезиа Парабадминтон Интернашонал | Ниво 3    | Фреди Сетиаван | 21–18, 21–18        | Побједник |       |
| 2024.  | Бахреин Парабадминтон Интернашонал   | Ниво 1    | Фреди Сетиаван | 22–20, 21–23, 21–14 | Побједник | [ 8 ] |

Мушки парови
| Година | Турнир                               | Партнер | Противници     | Бодови                        | Резултат            | Референце      | Ref   |
| ------ | ------------------------------------ | ------- | -------------- | ----------------------------- | ------------------- | -------------- | ----- |
| 2022.  | Дубаи Парабадминтон Интернашонал     | Ниво 2  | Укун Рукенди   | Двијоко Фреди Сетиаван        | 18–21, 16–21        | Другопласирани |       |
| 2023.  | Индонезиа Парабадминтон Интернашонал | Ниво 3  | Маман Нуржаман | Двијоко Фреди Сетиаван        | 22–20, 18–21, 18–21 | Другопласирани |       |
| 2025.  | Тајланд Парабадминтон Интернашонал   | Ниво 2  | Мух Ал Имран   | Жагадеш Дили Навеен Сивакумар | 21–11, 15–21, 21–12 | Побједник      | [ 9 ] |

Мјешовити парови
| Година | Турнир                               | Партнер | Противници         | Бодови                           | Резултат            | Референце | Ref    |
| ------ | ------------------------------------ | ------- | ------------------ | -------------------------------- | ------------------- | --------- | ------ |
| 2023.  | Спаниш Парабадминтон Интернашонал    | Ниво 2  | Леани Ратри Октила | Чираг Барета Мандееп Каур        | 21–11, 21–12        | Побједник |        |
| 2023.  | Бразил Парабадминтон Интернашонал    | Ниво 2  | Леани Ратри Октила | Кумар Нитеш Туласимати Муругесан | 21–18, 21–9         | Побједник |        |
| 2023.  | Тајланд Парабадминтон Интернашонал   | Ниво 2  | Леани Ратри Октила | Лукас Мазур Фостин Ноел          | 21–3, 21–19         | Побједник |        |
| 2023.  | Бахреин Парабадминтон Интернашонал   | Ниво 2  | Леани Ратри Октила | Фреди Сетиаван Халиматус Садија  | 21–7, 16–21, 21–15  | Побједник |        |
| 2023.  | Канада Парабадминтон Интернашонал    | Ниво 1  | Леани Ратри Октила | Фреди Сетиаван Халиматус Садија  | 21–12, 19–21, 21–12 | Побједник |        |
| 2023.  | 4 Нашонс Парабадминтон Интернашонал  | Ниво 1  | Леани Ратри Октила | Прамод Багат Маниша Рамадас      | 21–17, 21–17        | Побједник |        |
| 2023.  | Индонезиа Парабадминтон Интернашонал | Ниво 3  | Леани Ратри Октила | Фреди Сетиаван Халиматус Садија  | 21–10, 21–17        | Побједник |        |
| 2023.  | Јапан Парабадминтон Интернашонал     | Ниво 2  | Леани Ратри Октила | Фреди Сетиаван Халиматус Садија  | 21–15, 21–13        | Побједник |        |
| 2023.  | Дубаи Парабадминтон Интернашонал     | Ниво 2  | Леани Ратри Октила | Прамод Багат Маниша Рамадас      | 21–14, 21–11        | Побједник |        |
| 2024.  | 4 Нашонс Парабадминтон Интернашонал  | Ниво 1  | Леани Ратри Октила | Фреди Сетиаван Халиматус Садија  | 21–9, 21–11         | Побједник |        |
| 2024.  | Индонезиа Парабадминтон Интернашонал | Ниво 2  | Леани Ратри Октила | Фреди Сетиаван Халиматус Садија  | 21–12, 21–10        | Побједник | [ 10 ] |
| 2024.  | Бахреин Парабадминтон Интернашонал   | Ниво 1  | Леани Ратри Октила | Фреди Сетиаван Халиматус Садија  | 21–6, 21–9          | Побједник | [ 8 ]  |

### Међународни турнири (1 другопласирани)
Мушкарци појединачно
| Година | Турнир                           | Парнер         | Противник                 | Бодови       | Резултат       |
| ------ | -------------------------------- | -------------- | ------------------------- | ------------ | -------------- |
| 2018.  | Ајриш Парабадминтон Интернашонал | Маман Нуржаман | Укун Рукенди Хари Сусанто | 14–21, 16–21 | Другопласирани |